# 庫奧皮奧省

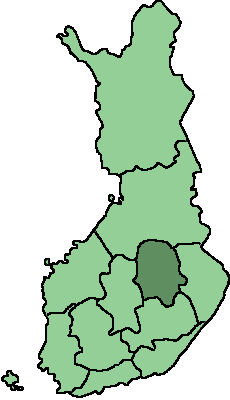
庫奧皮奧省在芬蘭的位置（1997年）

庫奧皮奧省（芬蘭語：Kuopion lääni）是芬蘭中部的一個舊省。
1775年由瑞典建立，時稱薩沃-卡累利阿省。1809年，劃歸沙俄。1831年改名。1960年北卡累利阿省分出，1997年與北卡累利阿省和米凱利省合併成東芬蘭省。省府庫奧皮奧。